# Monachus
Monachus este un gen (și un subgen cu acelaș nume) al familiei Phocidae și al Ordinului Pinnipedia care se referă la mai multe specii de foci:
- Neomonachus schauinslandi ce trăiește în Hawaii (în pericol)
- Monachus monachus ce trăiește în Marea Mediterană (în stare critică)
- Monachus tropicalis ce trăia în Marea Caraibilor (dispărută)